# Comuna Vîșniv, Liuboml
Vîșniv (în ucraineană Ви́шнів) este o comună în raionul Liuboml, regiunea Volînia, Ucraina, formată din satele Babați, Koțiurî și Vîșniv (reședința).

## Demografie
Componența lingvistică a satului Vîșniv
     Ucraineană (99,02%)
     Alte limbi (0,98%)
Conform recensământului din 2001, majoritatea populației satului Vîșniv era vorbitoare de ucraineană (99,02%), existând în minoritate și vorbitori de alte limbi.